# Сыроежка Васильевой
Сырое́жка Васи́льевой (лат. Russula vassilievae) — гриб рода Сыроежка (Russula) семейства Сыроежковые (Russulaceae). 
Вид назван в честь выдающегося миколога Любови Николаевны Васильевой.

## Описание
Сыроежка Васильевой — необычная сыроежка: у неё хорошо заметны остатки частного покрывала.
- Шляпка гриба толстомясистая, выпуклой формы, слегка вдавленная в центре, у молодых грибов с подвёрнутым краем, 8,5—12 см в диаметре. Кожица шляпки сухая, приросшая, гладкая, каштанового или бурого цвета.
- Пластинки приросшие или слегка низбегающие, частые, разветвлённые, 4—6 мм толщиной, белого цвета.
- Ножка 6—7 см длиной и 1,5—2,5 см толщиной, цилиндрической формы, с утолщённым до 1,8—3 см основанием, твёрдая, сухая, войлочная.
- Мякоть белого цвета, плотная. Запах и вкус отсутствуют.
- Покрывало тонкое, белого цвета, у молодых грибов полностью покрывает шляпку и пластинки, при росте гриба лопается и остаётся в виде кольца на ножке и довольно крупных лоскутков на поверхности шляпки.
- Споровый порошок белого цвета.

Микроскопические характеристики:
- Споры 5,2—7×4,5—5,7 мкм, покрытые бородавками 0,3—0,4 мкм высотой. Базидии 42—45×5—7 мкм. Цистиды 49,5—56×5,5—6,6 мкм, веретеновидной формы, закруглённые в верхней части.

## Экология и ареал
Чрезвычайно редкий гриб, произрастающий в широколиственных лесах, под дубом и липой. Встречается единично, в августе.
Является эндемиком Приморского края.